# Bezostní
Bezostní (Clupeiformes) jsou primitivní kostnaté ryby, mezi které patří některé hospodářsky velmi významné druhy ryb, jako jsou sledi, sardinky, šproti a sardele. Řád zahrnuje 5 čeledí a 364 druhů.

## Popis
Jsou to ryby převážně mořské, většinou jsou to rychlí plavci. Bezostní mají jen měkké ploutevní paprsky, odsud jejich český název. Šupiny jsou cykloidní, nemají postranní čáru. Plynový měchýř zůstává spojený s jícnem.
Ryby tohoto řádu se často shlukují do velkých hejn. Většinou se živí planktonem, který filtrují z vody dlouhými žaberními tyčinkami.

## Systém
- řád: bezostní (Clupeiformes)
  - dorabovití (Chirocentridae)
  - sleďovití (Clupeidae)
  - sardelovití (Engraulidae)
  - sledicovité (Pristigasteridae)
  - zubatinkovití (Denticipitidae)